# Etnoarqueología

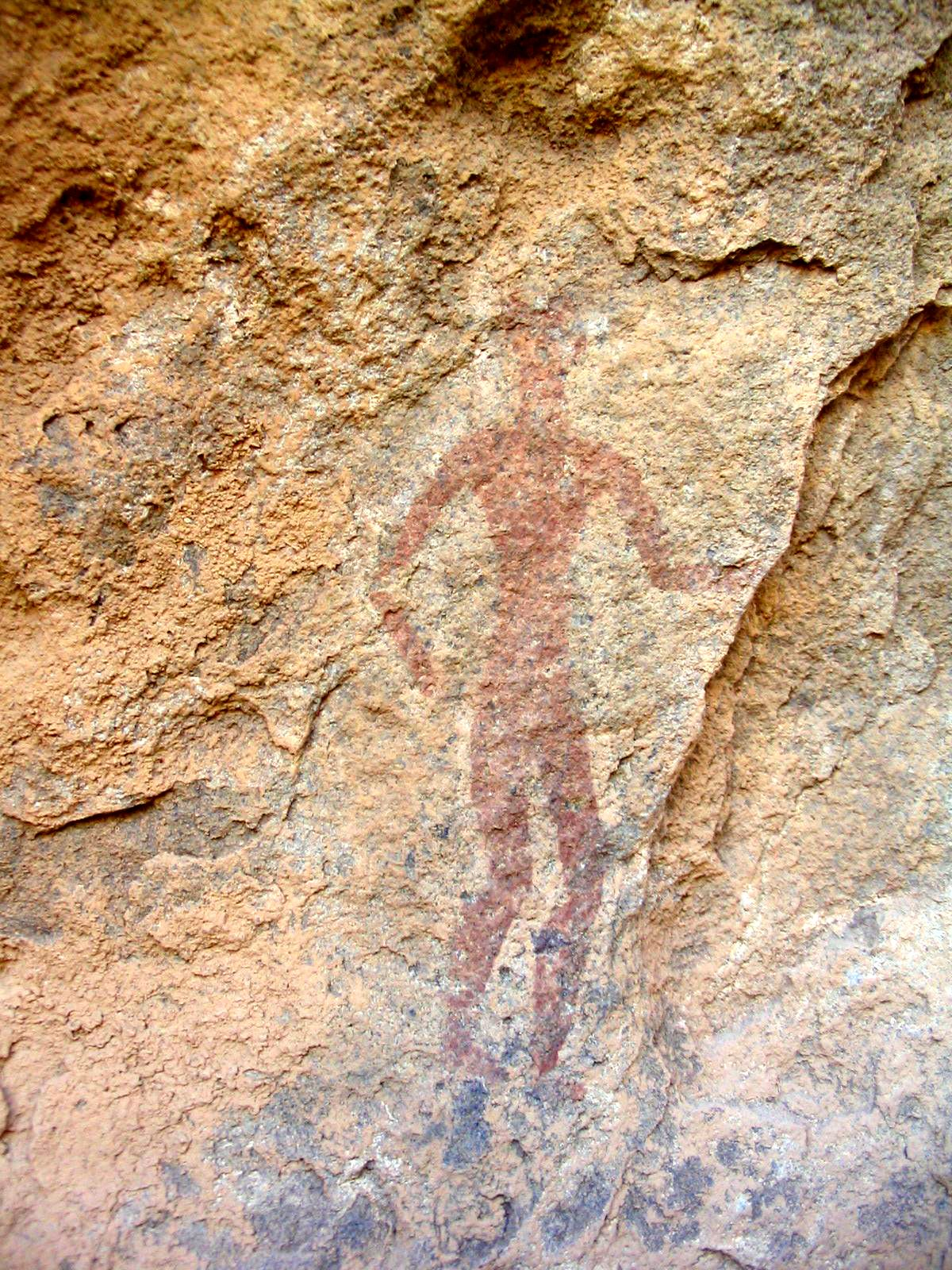
Pintura rupestre en el Amazerog, que representa a un hombre

La Etnoarqueología es una disciplina que se encarga de realizar estudios de cultura material de comunidades preindustriales contemporáneas, con una visión eminentemente arqueológica. Se diferencia, pues, de la Etnografía o la Antropología por su enfoque, métodos y propósitos, ligados a la Arqueología.

## Historia del término
Jesse W. Fewkes, en 1900, fue el primero en usar la palabra para referirse a sus intentos de identificar en los yacimientos Hopi del centro-oeste de Estados Unidos, utensilios asociados por los Hopi actuales a determinados ritos. Simultáneamente, los etnógrafos comenzaron a interesarse por los objetos cotidianos de las sociedades no-occidentales. Entre estos, August Pitt-Rivers fue uno de los impulsores en dar cabida a la cultura material en los estudios antropológicos a principios de siglo XX. También Marcel Mauss tuvo un papel importante pues puso a los estudios de cultura material en un plano central de la investigación etnográfica; cuando se refirió a las dificultades de la encuesta etnográfica, propuso a la colección de objetos como una de las maneras de superarlas: 
El objeto es en muchos casos, la prueba mejor de un hecho social; y un catálogo de instrumental mágico es uno de los mejores medios para elaborar una buena clasificación de ritos.
En América del Sur otros investigadores también lo hicieron muy tempranamente como por ejemplo Theodor Koch-Grünberg en sus investigaciones entre los indígenas Amazónicos durante 1902 y 1903.
Oswalt y VanStone usaron nuevamente el nombre Etnoarqueología para referirse a la información oral sobre la cultura material en un yacimiento esquimal ocupado entre 1840 y 1910. En general entre 1956 y fines de la década de 1960 se observa un creciente uso de la información etnográficas con fines de interpretar mejor el registro material del pasado y se comienzan a efectuar las primeras recolecciones de datos actuales desde una mirada arqueológica. En este tiempo aún no había investigadores que se llamaran a sí mismos etnoarqueólogos.
Con el advenimiento de la llamada "arqueología procesual" fue L. R. Binford quien comenzó a interesarse en el tema de manera sistemática en la analogía etnográfica en su trabajo pionero Smudge Pits and Hide Smoking: The Use of Analogy in Archaeological Reasoning. Posteriormente, Binford, en 1978, desarrolló teórica y conceptualmente su enfoque etnoarqueológico en del libro Nunamiut Ethnoarchaeology. Estos aportes junto con los de Yellen y Gould sentaron las bases metodológicas de la Etnoarqueología dentro del paradigma procesual y transformaron a la subdisciplina en una de las productoras más importantes de modelos para alimentar la "teoría de rango medio".
La Etnoarqueología contemporánea surgió como resultado directo de la valoración de los estudios actualísticos y del optimismo en el potencial de estos para explicar el registro arqueológico. Es por eso que partir de finales de la década de 1970 y sobre todo, desde la década de 1980 comenzaron los estudios específicos sobre sociedades vivas efectuados por arqueólogos. De esta forma se planteaba algo novedoso que era buscar principios generales que conectaran el comportamiento humano con la cultura material y obtener conclusiones que no dependieran exclusivamente del campo teórico de la antropología sociocultural. El optimismo inicial de la arqueología procesual en la creencia de que la conducta humana estaba sujeta a leyes (más o menos similares a las de la biología) impregnó a la Etnoarqueología y dirigió el debate conceptual de esta en los años de la década de 1970. Durante estos primeros años de la subdisciplina, también existía el convencimiento subyacente de que se podrían generar leyes universales que relacionaran la conducta humana con los restos materiales y de hecho se supuso que junto con la arqueología experimental sería la principal fuente para la producción de esta leyes.
En 1980, la Etnoarqueología amplió su enfoque y comenzó también a ser desarrollada desde una nueva corriente teórica que se desarrolló durante ésta década: el postprocesualismo, pero ésta empleaba un enfoque diferente. En parte, estos nuevos desarrollos ya habían sido anticipados por Gould. Desde el postprocesualismo se expande el rango de interés de la Etnoarqueología sobre todo porque amplía su órbita más allá de los aspectos tecnoeconómicos y apunta al entendimiento de niveles mayores de complejidad, intentando discernir los correlatos materiales de los aspectos cognitivos. sociales e ideológicos. Dentro de este nuevo marco conceptual la Etnoarqueología no se interesa por "explicar" en el sentido procesual del término (o sea entender la observación o proceso como resultado de una ley o a algún otro modelo teórico universal) sino que trata de interpretar el significado para la sociedad que lo produjo.
Ya en la década de 1990, los estudios etnoarqueológicos se multiplicaron y abordaron el estudio de todo tipo de sociedades. Las preguntas se diversificaron y en todas las grandes regiones del mundo se montaron proyectos etnoarqueológicos de largo alcance. En esta década se evidencian claramente las dos posiciones de las décadas anteriores y aunque los enfoques postprocesuales se van popularizando, un importante número de etnoarqueólogos considera que la producción de leyes o "lawlike propostions" son objetivos posibles y necesarios para la arqueología y la Etnoarqueología.

## La etnoarqueología
La Etnoarqueología ha sido entendida y definida de varias maneras y se han propuesto también otros vocablos como sinónimos tales como "arqueología viva", "etnografía arqueológica" o "arqueoetnografía". Actualmente se cuenta con una variedad de definiciones; entre las más simples están la de MacEachern que propone que es "... la intersección de gente viviente y las construcciones arqueológicas" o a la de Hanks que expresa que es "la aplicación de métodos arqueológicos a los datos etnográficos".
En general, la Etnoarqueología es entendida hoy en día como una subdisciplina de la arqueología. La Arqueología y Antropología pueden ser consideradas "madres" de la Etnoarqueología, aunque es obvio que el desarrollo de esta se da casi exclusivamente dentro del campo de la arqueología. Esto no sólo está relacionado con que los arqueólogos son quienes hacen Etnoarqueología, sino que son casi los únicos que la consumen.
En su uso corriente es considerada como una metodología de obtención de datos de sociedades vivas, pero desde una perspectiva arqueológica y sobre todo, prestando especial atención a los derivados materiales de las conductas humanas. Por lo tanto, esta estrategia de investigación implica trabajo de campo, fundamentalmente (aunque no exclusivamente) mediante la observación participante. Sin duda, los datos provenientes de investigaciones etnográficas y de los documentos históricos son de gran utilidad para la interpretación arqueológica y pueden servir para la formulación y el testeo de hipótesis así como para proveer fuentes de analogía, pero en la casi totalidad de los casos carecen de información sistemática y controlada sobre los productos materiales de las conductas a la que hacen referencia. La estrategia de investigación utilizada es el uso complementario de fuentes etnohistóricas y de información arqueológica pero no la generación de modelos que articulen las conductas de sociedades contemporáneas con sus derivados materiales y con la interpretación del registro arqueológico.

## Campos de la etnoarqueología
Hay por lo menos tres campos en donde la etnoarqueología tiene utilidad para interpretación arqueológica. Por supuesto, estos campos no son compartimentos cerrados ya que se encuentran interconectados con amplias interfaces. Estos son:
1. Buscar relaciones recurrentes entre la conducta humana y cultura material. Este es el sentido más usual dentro de la Etnoarqueología contemporánea y es probablemente dentro de este campo se inscriben los objetivos de la inmensa mayoría de los proyectos actuales. Este objetivo está relacionado directamente con la construcción de la teoría de rango-medio en el sentido de Binford[19] "para establecer relaciones no-ambiguas de causa-efecto entre los causales dinámicos y los derivados estáticos".
2. Generar modelos y proponer sus derivados materiales contextualizados dentro de los órdenes sociales, abordando sistemas más complejos. En este caso la Etnoarqueología apunta a la comprensión de la conducta humana contextualizada dentro de la esfera social y apunta a entender los condicionantes culturales específicos de cada sociedad. Desde esta aplicación la Etnoarqueología no sólo aborda la relación entre la conducta humana y sus derivados materiales en situaciones en las cuales las variables tengan un control ajustado, sino que integra esto a niveles más complejos de las sociedades cuya dimensión material no es tan directa y su detección no es obvia (por ejemplo la relación entre los recursos y la movilidad o entre el parentesco y la producción cerámica).[20]
3. Para entender y explorar otras formas de pensamiento. Dentro de este campo se busca abordar patrones de racionalidad diferentes al occidental. En esta última aplicación de la Etnoarqueología la correlación con cultura material pasa a un segundo plano ya que se pretende entender otras formas de pensamiento y lógicas diferentes, más allá de sus correlatos materiales.[21] Este tipo de aplicación se basa en la asunción de que determinados patrones de racionalidad del presente pueden entregar claves para entender como operaban algunos de estos en el pasado. Obviamente no se trata de entender en profundidad pautas de pensamiento ya extinguidas, pero si de detectar algunas claves de su funcionamiento y de discernir en los casos que sea posible, como y que factores ideológicos y sociales (además de los tecnoeconómicos) actuaron en la configuración del registro material.

Además de estos tres campos de aplicación, que no se comportan como campos aislados, un servicio principal de la etnoarqueología es sensibilizar a los arqueólogos hacia otras formas de pensamiento y de conceptualización de la realidad, que aunque distintas, tienen algunos elementos comunes con las sociedades indígenas del pasado. De esta manera, más allá de la información etnoarqueológica que un investigador pueda obtener en el campo, la experiencia etnográfica permite ampliar el horizonte creativo del arqueólogo, el cual se constituye en una herramienta poderosa para interpretar el registro arqueológico.
Por último, un servicio significativo de la Etnoarqueología ha sido el de contribuir a la reconceptualización de la cultura material. Este aporte, junto con la importante producción francesa en teoría social han sido los pilares que fundaron los enfoques modernos de la arqueología postprocesual.